# 2021년 도쿄도의회 의원 선거
2021년 도쿄도의회 의원 선거(일본어: 2021年東京都議会議員選挙)는 도쿄도의회 의원 127명을 선출하기 위해 2021년 7월 4일에 실시되었다.

## 개요
4년 전 2017년 도의회 선거에서는 고이케 유리코 도쿄도지사가 이끄는 도민퍼스트회가 제1당을 차지하는 승리를 거두었는데, 이번 선거에서 도민퍼스트회가 제1당 지위를 유지할 수 있을지가 최대 관심사였다. 한편 지난 2017년 선거 때 자민당이 아닌 도민퍼스트회를 지원했던 공명당이 이번 선거에서는 다시 자민당과 협력 체제를 부활시키면서 자민당으로서는 도의회 내 세력 확대를 노릴 수 있는 상황이 되었다. 따라서 자민당이 4년 만에 도의회 제1당 지위를 탈환하고 공명당과 의석을 합하여 과반수 의석을 가져갈 수 있을지에도 초점이 맞춰졌다. 한편 다른 야당 중에서는 선거 협력 체제를 통해 일부 선거구에서 후보 단일화에 성공한 입헌민주당과 일본공산당이 얼마나 선전할 수 있을지도 주목을 받았다.
선거의 주된 쟁점으로는 코로나19 범유행 대책과 여기서 비롯된 도쿄 올림픽·패럴림픽 방역 문제가 최우선 과제로서 여론의 주목을 받았고, 코로나19 종식 이후까지 염두에 둔 중장기적 경제 활성화 대책도 쟁점으로 떠올랐다.
또 도쿄도의회 선거 이후 몇 달 이내인 2021년 가을까지 중의원의 4년 임기 만료에 따른 총선거가 반드시 치러져야 하기 때문에, 총선거의 전초전 성격도 띄었다.
코로나19 범유행의 영향
코로나19 범유행 이후 코로나19에 감염된 사람은 우편투표를 할 수 있도록 일본 공직선거법이 개정되었고, 이번 도쿄도의회 선거는 이 우편투표 제도가 처음으로 적용된 선거였다.
당초 총무성은 "투표 참여는 코로나19 거리두기 지침에 규정된 '불필요한 외출'에 해당하지 않는다"고 밝혔으나, 사람들이 몰려 투표소가 혼잡해질 가능성에 대비해 동시 입장 인원 제한을 두는 방안이 유력하게 검토되기도 했다. 이에 맞추어 일부 지자체에서는 코로나19 백신 접종 장소와 같은 건물에 투표소를 설치하여 백신 접종자들이 백신을 맞으러 나올 때 투표까지 같이 할 수 있도록 하여 사람들의 불필요한 외출을 줄이려는 노력이 있었다.

## 선거 정보
- 고시일 : 2021년 6월 25일
- 투표일 : 2021년 7월 4일
  - 기일전 투표(사전 투표) 기간 : 2021년 6월 26일 ~ 7월 2일
- 의원 정수 : 127명
- 선거 제도 : 소선거구제(7개 선거구), 2~8명을 선출하는 대선거구제(35개 선거구)
- 선거 홍보 대사 : 하마베 미나미 (배우)[10]

## 각 정당의 움직임
도민퍼스트회
지난 2017년 선거 때 강력했던 "고이케 돌풍"을 타고 55석(무소속 입당자 포함)을 획득하여 순식간에 도의회 제1당으로 올라섰던 도민퍼스트회이지만, 이번 선거에서는 지난 선거 때의 50명보다 적은 47명을 공천했다. 선거 고시일인 6월 25일에는 도민퍼스트회 아라키 지하루 대표가 기자들에게 그동안 도정에만 전념해온 고이케 유리코 도쿄도지사를 대표로 복귀시켜 지지율 열세를 만회해보려는 의지를 드러내기도 했다. 하지만 고이케 지사는 도민퍼스트회 후보들에게 응원 메시지를 보내는 등의 간접적인 선거 지원만 했을 뿐, 지난 선거 때처럼 적극적으로 후보들의 지원 유세에 나서지는 않았다.
자유민주당, 공명당
자민당은 "고이케 돌풍" 속에 역대 최저인 23석으로 역사적 참패를 당한 지난 선거 때와 같은 60명의 후보자가 입후보했다.
공명당은 지난 도의회 선거에서 오랜 기간 계속되어 온 자민당과의 연대를 끊고 도민퍼스트회와 협력하면서 도민퍼스트회가 제1당으로 올라서는 데에 상당 부분 기여했다. 하지만 이번 선거에서는 다시 자민당과의 연대 체제를 부활시키기로 했다. 도쿄도의회 선거에서 자민-공명 연대가 부활함에 따라 전체 42개 선거구 중 공명당 후보가 출마하지 않는 21개 선거구에서는 자민당 후보를 공명당이 지원하게 되었다.
입헌민주당, 일본공산당
2020년 도쿄도지사 선거에서 단일 후보를 내세웠던 입헌민주당과 일본공산당은 이번 도의회 선거에서도 1~2인 선거구를 중심으로 후보를 단일화하며 연대를 이어갔다.
기타 정당
일본유신회에서는 총 13명이 입후보했다. 일본유신회는 원칙적으로 다른 당과 선거 협력을 하지 않기로 했다.
레이와 신센구미의 야마모토 다로 대표는 "무조건 후보를 많이 세우는 전략은 쓰지 않겠다"고 설명하면서, 후보를 적게 내더라도 '확실하게 이길 수 있는 소수 정예'를 내보내 의석을 획득하는 것을 목표로 내세웠다. 따라서 레이와 신센구미는 총 3명의 후보를 내는 데 그쳤다.
폭풍의 당은 자당 후보 2명, 공동 추천 후보 3명을 내세웠다. 한편 다치바나 다카시 당수는 "도민퍼스트회에는 매우 우수한 분들이 많다"고 말하며 도민퍼스트회 후보들을 공개적으로 칭찬하기도 했는데, 언론에서는 도민퍼스트회와 협력을 시사한 것이라는 분석이 나왔다.

## 입후보자
6월 25일에 선거가 고시된 이후 총 42개 선거구, 의원 정수 127명에 대하여 271명이 입후보하면서, 직전 선거인 2017년 선거 때의 259명과 비교해 12명이 증가했다. 또한 이번 선거에서 여성 후보는 총 74명이 입후보하면서, 지난 선거의 65명을 웃돌며 역대 최다를 기록했다. 입후보자가 가장 많았던 선거구는 세타가야구 선거구로 모두 18명이 입후보했다.
의원 정수가 4명인 가쓰시카구 선거구에서는 13명이 입후보하면서 3.25 : 1의 경쟁률을 기록하였다. 일부 언론에서는 이 같은 후보 난립의 원인으로 같은 해 11월에 치러질 가쓰시카 구의회 선거를 앞두고 경쟁이 과열된 것으로 분석했다.
의원 정수가 2명인 고다이라시 선거구에서는 입후보자가 2명 밖에 나오지 않아 그대로 무투표 당선이 확정되었다. 도쿄도의회 선거에서 무투표 당선자가 탄생한 것은 1963년의 하치오지시 선거구 이후 58년 만이다.
| 정당                                                    | 후보자 수 |
| ------------------------------------------------------- | --------- |
| 자유민주당                                              | 60        |
| 도민퍼스트회                                            | 47        |
| 일본공산당                                              | 31        |
| 입헌민주당                                              | 28        |
| 공명당                                                  | 23        |
| 일본유신회                                              | 13        |
| 국민민주당                                              | 4         |
| TV 개혁당                                               | 4         |
| 도쿄 생활자 네트워크                                    | 3         |
| 레이와 신센구미                                         | 3         |
| 감세 도쿄                                               | 3         |
| 일본공익당                                              | 3         |
| 폭풍의 당                                               | 2         |
| NHK로부터 국민을 지키는 당                              | 1         |
| 모두의 당                                               | 1         |
| 날개의 당                                               | 1         |
| 의석을 줄이는 당                                        | 1         |
| 마음의 병당                                             | 1         |
| 전도여명                                                | 1         |
| 다이토 교육 네트워크                                    | 1         |
| 선거에 나도 데리고 가는 당                              | 1         |
| 평화의 당                                               | 1         |
| 국민주권당                                              | 1         |
| 서민과 동물의 모임                                      | 1         |
| SDGs당                                                  | 1         |
| 깨어나라 일본당                                         | 1         |
| 여성퍼스트회                                            | 1         |
| 입헌공화당                                              | 1         |
| 사랑의 힘으로 LGBT 차별 및 동물 도살 처분을 해결하는 당 | 1         |
| 토호를 활동시키는 최고재판소 재판관 5명을 탄핵하는 당   | 1         |
| 무소속                                                  | 30        |

## 주요 쟁점
출처 :
- 코로나19 범유행 대책 및 방역 지침에 대한 논쟁
- 고이케 유리코 도쿄도지사의 도정 운영에 대한 평가
- 도쿄 올림픽 및 패럴림픽의 개최 여부를 둘러싼 논쟁
- 저출산·고령화 대책 등의 복지 정책

### 각 정당의 입장
|                      | 고이케 도정에 대한 평가 | 도쿄 올림픽 및 패럴림픽의 개최 여부           | 코로나19 범유행에 대한 사회적 대책                               |
| -------------------- | ----------------------- | --------------------------------------------- | ---------------------------------------------------------------- |
| 도민퍼스트회         | 긍정 평가               | 개최한다면 무관중으로 개최                    | 공항, 항만 등에서의 출입국 검역 대책 강화                        |
| 자유민주당           | 어느 정도 긍정 평가     | 방역 지침의 철저한 준수 하에 개최             | 코로나19 종식 때까지 도쿄도 지방세 20%, 사업소세 50% 감면        |
| 공명당               | 긍정 평가               | 방역 지침의 철저한 준수 하에 개최             | 대규모 백신 접종 시설 구축으로 20대의 신속한 백신 접종 추진      |
| 일본공산당           | 부정 평가               | 취소                                          | 코로나19 진단검사 횟수를 하루 20만 회까지 확충                   |
| 입헌민주당           | 대부분 부정 평가        | 재연기 또는 취소                              | 적극적인 코로나19 진단검사를 통한 감염자 조기 발견               |
| 일본유신회           | 부정 평가               | 감염자 발생 추이 등을 고려하여 개최 여부 결정 | 생활 빈곤자를 위한 월 정액제 형식의 무이자·무담보 대출 제도 신설 |
| 도쿄 생활자 네트워크 | 대부분 부정 평가        | 취소                                          | 실업자, 소득감소자에게 수당 지급                                 |
| 국민민주당           | 어느 정도 긍정 평가     | 재연기                                        | 대중교통 등의 무료화                                             |
| 레이와 신센구미      | 부정 평가               | 취소                                          | 도민 1인당 10만 엔 지급                                          |
| 폭풍의 당            | 부정 평가               | 무관중으로 개최                               | 백신 접종을 시급히 추진                                          |

## 선거 결과

### 정당별 결과
| 정당               | 정당                 | 득표수     | %      | 선거 전 의석 | 획득 의석 | 의석 증감 |
| ------------------ | -------------------- | ---------- | ------ | ------------ | --------- | --------- |
|                    | 자유민주당           | 1,192,796  | 25.69  | 25           | 33        | 8         |
|                    | 도민퍼스트회         | 1,034,778  | 22.28  | 45           | 31        | 14        |
|                    | 공명당               | 630,810    | 13.58  | 23           | 23        | 보합      |
|                    | 일본공산당           | 630,158    | 13.57  | 18           | 19        | 1         |
|                    | 입헌민주당           | 573,086    | 12.34  | 8            | 15        | 7         |
|                    | 일본유신회           | 165,850    | 3.57   | 1            | 1         | 보합      |
|                    | 도쿄 생활자 네트워크 | 61,070     | 1.32   | 1            | 1         | 보합      |
|                    | 레이와 신센구미      | 37,299     | 0.80   | 0            | 0         | 보합      |
|                    | 국민민주당           | 31,101     | 0.67   | 0            | 0         | 보합      |
|                    | 기타 정당            | 49,373     | 1.06   | 0            | 0         | 보합      |
|                    | 무소속               | 235,303    | 5.07   | 5            | 4         | 1         |
| 합계               | 합계                 | 4,643,652  | 100.00 | 126          | 127       | -         |
| 등록 유권자/투표율 | 등록 유권자/투표율   | 11,157,715 | 42.39  | -            | -         | -         |
| 출처 :             |                      |            |        |              |           |           |

### 선거구별 결과
- 입후보자가 없을 경우에는 빈 칸으로 표시

| 선거구         | 의원 정수 | 후보자 수 | 당선자 수/후보자 수 | 당선자 수/후보자 수 | 당선자 수/후보자 수 | 당선자 수/후보자 수 | 당선자 수/후보자 수 | 당선자 수/후보자 수 | 당선자 수/후보자 수 | 당선자 수/후보자 수 | 당선자 수/후보자 수 | 당선자 수/후보자 수 | 당선자 수/후보자 수 |
| -------------- | --------- | --------- | ------------------- | ------------------- | ------------------- | ------------------- | ------------------- | ------------------- | ------------------- | ------------------- | ------------------- | ------------------- | ------------------- |
| 선거구         | 의원 정수 | 후보자 수 | 자민                | 도민                | 공명                | 공산                | 입헌                | 유신                | 생활자              | 레이와              | 국민                | 기타 정당           | 무소속              |
| 지요다구       | 1         | 4         | 0/1                 | 1/1                 |                     | 0/1                 |                     |                     |                     |                     |                     |                     | 0/1                 |
| 주오구         | 1         | 4         | 1/1                 | 0/1                 |                     |                     | 0/1                 | 0/1                 |                     |                     |                     |                     |                     |
| 미나토구       | 2         | 8         | 1/1                 | 1/1                 |                     | 0/1                 | 0/1                 | 0/1                 |                     |                     |                     | 0/1                 | 0/2                 |
| 신주쿠구       | 4         | 11        | 1/2                 | 1/1                 | 1/1                 | 1/1                 | 0/1                 | 0/1                 |                     |                     |                     | 0/3                 | 0/1                 |
| 분쿄구         | 2         | 3         | 0/1                 | 1/1                 |                     | 1/1                 |                     |                     |                     |                     |                     |                     |                     |
| 다이토구       | 2         | 7         | 1/1                 | 1/2                 |                     | 0/1                 |                     | 0/1                 |                     |                     |                     | 0/1                 | 0/1                 |
| 스미다구       | 3         | 6         | 1/2                 | 1/1                 | 1/1                 | 0/1                 |                     |                     |                     |                     | 0/1                 |                     |                     |
| 고토구         | 4         | 8         | 1/2                 | 1/1                 | 1/1                 | 1/1                 | 0/1                 | 0/1                 |                     |                     |                     | 0/1                 |                     |
| 시나가와구     | 4         | 8         | 0/2                 | 0/1                 | 1/1                 | 1/1                 | 1/1                 |                     |                     |                     |                     | 0/1                 | 1/1                 |
| 메구로구       | 3         | 7         | 0/2                 | 1/1                 | 1/1                 | 0/1                 | 1/1                 |                     |                     |                     |                     |                     | 0/1                 |
| 오타구         | 7         | 15        | 1/3                 | 1/2                 | 2/2                 | 1/1                 | 1/1                 | 1/1                 |                     |                     | 0/1                 | 0/2                 | 0/2                 |
| 세타가야구     | 8         | 18        | 3/3                 | 1/2                 | 1/1                 | 1/1                 | 2/2                 | 0/1                 | 0/1                 | 0/1                 | 0/1                 | 0/2                 | 0/3                 |
| 시부야구       | 2         | 5         | 0/1                 | 1/2                 |                     |                     | 1/1                 |                     |                     |                     |                     |                     | 0/1                 |
| 나카노구       | 3         | 5         | 0/1                 | 1/1                 | 1/1                 |                     | 1/1                 |                     |                     |                     |                     |                     | 0/1                 |
| 스기나미구     | 6         | 12        | 2/2                 | 1/2                 | 1/1                 | 1/1                 | 1/1                 | 0/1                 | 0/1                 | 0/1                 |                     | 0/2                 |                     |
| 도시마구       | 3         | 6         | 0/1                 | 1/1                 | 1/1                 | 1/1                 |                     |                     |                     |                     |                     | 0/1                 | 0/1                 |
| 기타구         | 3         | 5         | 1/1                 | 0/1                 | 1/1                 | 1/1                 |                     | 0/1                 |                     |                     |                     |                     |                     |
| 아라카와구     | 2         | 6         | 0/1                 | 1/1                 | 1/1                 | 0/1                 |                     |                     |                     |                     |                     | 0/1                 | 0/1                 |
| 이타바시구     | 5         | 10        | 1/2                 | 1/1                 | 1/1                 | 1/1                 | 1/1                 | 0/1                 |                     |                     |                     |                     | 0/3                 |
| 네리마구       | 7         | 14        | 2/3                 | 2/2                 | 1/1                 | 1/1                 | 1/1                 | 0/1                 |                     |                     |                     | 0/2                 | 0/3                 |
| 아다치구       | 6         | 11        | 2/2                 | 1/2                 | 2/2                 | 1/1                 | 0/1                 |                     |                     | 0/1                 |                     | 0/2                 |                     |
| 가쓰시카구     | 4         | 13        | 1/2                 | 1/1                 | 1/1                 | 1/1                 | 0/1                 |                     |                     |                     |                     | 0/5                 | 0/2                 |
| 에도가와구     | 5         | 8         | 1/2                 | 1/1                 | 1/1                 | 1/1                 | 0/1                 | 0/1                 |                     |                     |                     |                     | 1/1                 |
| 하치오지시     | 5         | 10        | 2/2                 | 0/2                 | 1/1                 | 1/1                 | 1/1                 | 0/1                 |                     |                     |                     | 0/2                 |                     |
| 다치카와시     | 2         | 3         | 1/1                 | 0/1                 |                     |                     | 1/1                 |                     |                     |                     |                     |                     |                     |
| 무사시노시     | 1         | 4         | 0/1                 | 0/1                 |                     |                     | 1/1                 |                     |                     |                     |                     | 0/1                 |                     |
| 미타카시       | 2         | 3         | 0/1                 | 1/1                 |                     |                     | 1/1                 |                     |                     |                     |                     |                     |                     |
| 오메시         | 1         | 2         | 0/1                 | 1/1                 |                     |                     |                     |                     |                     |                     |                     |                     |                     |
| 후추시         | 2         | 3         | 1/1                 |                     |                     | 0/1                 |                     |                     |                     |                     |                     |                     | 1/1                 |
| 아키시마시     | 1         | 3         | 0/1                 | 1/1                 |                     | 0/1                 |                     |                     |                     |                     |                     |                     |                     |
| 마치다시       | 4         | 9         | 1/2                 | 1/1                 | 1/1                 | 1/1                 | 0/1                 |                     |                     |                     |                     | 0/1                 | 0/2                 |
| 고가네이시     | 1         | 3         | 0/1                 | 0/1                 |                     |                     |                     |                     |                     |                     |                     |                     | 1/1                 |
| 고다이라시     | 2         | 2         | 1/1                 |                     |                     |                     | 1/1                 |                     |                     |                     |                     |                     |                     |
| 히노시         | 2         | 3         | 0/1                 | 1/1                 |                     | 1/1                 |                     |                     |                     |                     |                     |                     |                     |
| 니시토쿄시     | 2         | 4         | 1/1                 | 1/1                 |                     | 0/1                 | 0/1                 |                     |                     |                     |                     |                     |                     |
| 니시타마       | 2         | 5         | 1/1                 | 1/1                 |                     |                     | 0/1                 |                     |                     |                     |                     | 0/1                 | 0/1                 |
| 미나미타마     | 2         | 4         | 1/1                 | 1/1                 |                     | 0/1                 | 0/1                 |                     |                     |                     |                     |                     |                     |
| 기타타마 제1구 | 3         | 5         | 0/1                 | 1/1                 | 1/1                 | 1/1                 | 0/1                 |                     |                     |                     |                     |                     |                     |
| 기타타마 제2구 | 2         | 4         | 1/1                 | 0/1                 |                     |                     |                     |                     | 1/1                 |                     | 0/1                 |                     |                     |
| 기타타마 제3구 | 3         | 5         | 1/1                 | 1/1                 | 1/1                 | 0/1                 | 0/1                 |                     |                     |                     |                     |                     |                     |
| 기타타마 제4구 | 2         | 3         | 1/1                 | 0/1                 |                     | 1/1                 |                     |                     |                     |                     |                     |                     |                     |
| 도서부         | 1         | 2         | 1/1                 |                     |                     | 0/1                 |                     |                     |                     |                     |                     |                     |                     |
| 합계           | 127       | 271       | 33/60               | 31/47               | 23/23               | 19/31               | 15/28               | 1/13                | 1/3                 | 0/3                 | 0/4                 | 0/29                | 4/30                |

### 반응
자유민주당
선거 직후 자민당 총재인 스가 요시히데 총리는 목표로 했던 자민, 공명 양당의 과반수 의석 확보 실패에 대해 "겸허하게 받아들인다"라고 말했다. 비록 자민당이 지난 2017년 선거 때보다 의석을 늘리며 도의회 제1당 지위를 탈환하긴 했지만, 당초 50석까지는 갈 수 있지 않겠냐는 당 간부들의 낙관론에도 불구하고 33석을 얻는 데 그쳤다. 과거 자민당이 제45회 총선거에서 패배하여 민주당에 정권을 내주기 바로 직전에 열린 2009년 도쿄도의회 선거 때도 38석을 획득했었는데, 이번 선거에서 그때 의석수보다 낮게 나왔다는 점에서 그때와 똑같이 얼마 안 남은 총선거를 앞두고 당내의 위기감이 커지고 있다. 한 자민당 관계자는 이번 선거에서 자민당이 부진한 원인에 대해 "올림픽을 결국 개최하는 방향으로 가면서 코로나19 감염 확산에 대한 국민들의 불안감이 커졌고, 백신 공급이 원활하게 이뤄지지 않고 있는 점이 영향을 주었다"고 분석했다. 실제로 자민당 내부에서도 정부의 코로나19 방역 대책이 국민의 신뢰를 얻지 못한 것이 가장 큰 부진의 원인이었다는 의견이 나오고 있다. 일각에서는 도의회 선거를 앞두고 도민퍼스트회와 자민당 사이에서 "엄정 중립"을 선언했던 고이케 유리코 도쿄도지사가 투표 전날인 7월 3일 돌연 도민퍼스트회 후보들을 응원하는 메시지를 낸 것에 대해서 뒷말이 나오기도 했다.
공명당
입후보자 23명 전원이 당선된 공명당의 야마구치 나쓰오 대표는 "코로나19 상황 속에서 전원 당선이라는 성과를 완수할 수 있었다. 기적이기도 한 결과이다"라는 소회를 밝혔다.
도민퍼스트회
도의회 제2당으로 밀려난 도민퍼스트회의 아라키 지하루 대표는 "제1당을 내준 것에 대해 책임감을 느끼고 있다. 목숨을 걸고 침투를 시도했지만 뭔가 부족했다"고 말했다.
일본공산당
2013년, 2017년에 이어 이번 선거에서도 10석대 후반의 의석을 얻어 세력 변화가 거의 없게 된 일본공산당은 입헌민주당과의 연대에 대해 "양당에 있어서 큰 성과"라고 평가하며 차기 중의원 선거에서도 입헌민주당과 선거 협력을 지속할 뜻을 밝혔다.
입헌민주당
입헌민주당 도쿄도 연합회장인 나가쓰마 아키라 중의원 의원은 선거 전 8석에서 7석이 증가한 15석을 획득한 것에 대해 "의석을 늘리고, 도의회에서 역할을 완수할 수 있는 최소한의 세력을 확보하게 되었다"며 이번 선거 결과에 상당한 의미를 부여했다. 다만 코로나19 방역 대책 등 스가 요시히데 정권의 거듭된 실책에도 불구하고 도민퍼스트회와 공명당, 일본공산당에도 밀린 제5당에 머물렀다는 점에서 입헌민주당의 득표력이 아직은 한계에서 벗어나지 못한 것이 아니냐는 일각의 분석도 있다. 이에 대해 당대표인 에다노 유키오 역시 "자민당을 대신할 선택지는 우리 밖에 없다는 메시지가 국민에게 충분히 도달하지 못한 선거가 되어 버렸다"며 반성의 목소리를 냈다. 한 입헌민주당 관계자는 이번 선거 결과에 대해 "이번 도의회 선거는 승자 없는 선거로 끝났다"는 평가를 내리기도 했다.
기타 정당
1석에 그친 일본유신회의 마쓰이 이치로 대표는 "역시 도쿄는 어렵다. 코로나 상황에서 조직력이 부족해 우리의 의사가 잘 전달되기 어려웠다"고 말했고, 의석을 전혀 얻지 못한 국민민주당의 다마키 유이치로 대표는 "결과는 매우 엄격했으며, 엄숙하게 받아들이고 있다"고 말했다. 마찬가지로 의석을 획득하지 못한 레이와 신센구미의 야마모토 다로 대표는 "선거 결과를 놓고 말하자면 패배했다. 한편으로는 자원봉사자 분들이 (선거 운동의) 중심적 역할을 담당했다"며 패배를 인정하면서도 한편으로는 성과도 있었다고 말했다.
미디어의 반응
니혼케이자이 신문은 여론조사에서 '지지 정당이 없다'고 답한 무당층의 표심이 이번 선거에서 골고루 분산된 것이 자민당이 부진하고 도민퍼스트회가 의석 감소를 최소화할 수 있게 된 원인이라고 분석했다.
후지 TV의 한 논설위원은 "이번 선거에서는 사전에 미디어가 예측한 것과 정반대의 결과가 나왔다"며 선거 운동 초반부터 자민당이 우세할 것이라는 전망이 나오는 상황 속에서 유권자들의 견제 심리가 작동한 것이라는 분석을 내놓았다. 또한 그는 "고이케 지사가 선거 운동 막바지에 기자회견을 하면서 몸을 비틀거렸을 정도로 계속된 직무로 인해 정말 괴로워 보였다. 건강상 직접 유세에 나서지는 못했지만, 불편을 감수하면서까지 도민퍼스트회 후보들을 격려하려고 한 모습이 강한 인상을 남겼다. 이런 고이케 지사의 모습이 선거 흐름을 막판에 바꾼 게 아닐까 싶다"며 고이케 유리코 지사에 대한 동정심이 표심으로 연결되어 도민퍼스트회가 의외로 잘 버틸 수 있었다고 평가했다.

## 같이 보기
- 2020년 도쿄도지사 선거